# Auzelles
Auzelles település Franciaországban, Puy-de-Dôme megyében. Lakosainak száma 388 fő (2022. január 1.). Auzelles Brousse, Ceilloux, Cunlhat, Échandelys, Saint-Amant-Roche-Savine, Saint-Dier-d’Auvergne, Saint-Éloy-la-Glacière és Saint-Jean-des-Ollières községekkel határos.

## Népesség
A település népességének változása:
| Lakosok száma | 355  | 354  | 363  | 364  | 373  | 377  | 381  | 385  | 388  |
|               | 2013 | 2015 | 2016 | 2017 | 2018 | 2019 | 2020 | 2021 | 2022 |